# Antipapa Vítor IV (1159-1164)
Vítor IV, anteriormente Cardeal Octaviano (Crescenzi Ottaviani de' Monticelli; Tivoli, 1095 – Luca, 20 de abril de 1164) ficou conhecido como o Antipapa Gibelino. Foi eleito em 1159 e apoiado pelo imperador Frederico I.

## Biografia
Ottaviano di Montecelio nasceu de uma antiga e poderosa família romana. Dos condes de Tusculum. Filho do conde Giovanni de Oddone Monticelli (também listado como Giovanni Maledetto). Ele era parente das famílias reais da França e da Espanha, bem como da ilustre e influente família Savelli.
Monticelli obteve um doutorado. Era subdiácono antes de 1137, tornando-se Reitor de Benevento em maio de 1137. Foi criado cardeal-diácono de S. Nicola in Carcere em um consistório celebrado no início de 1138. Assinou bulas papais emitidas entre 9 de abril de 1138 e 16 de maio de 1143; 28 de outubro de 1143 e 19 de fevereiro de 1144; 10 de maio de 1144 e 14 de fevereiro de 1145; 10 de março de 1145 e 24 de fevereiro de 1151. Participou da eleição papal de 1143, na qual o Papa Celestino II foi eleito. Legado do Papa Celestino II e seu sucessor, o Papa Lúcio II, ante Ruggero II da Sicília para restaurar a paz. Participou da eleição papal de 1144, na qual o Papa Lúcio II foi eleito. Participou da eleição papal de 1145, na qual o Papa Eugênio III foi eleito.
Legado na Alemanha, onde conheceu Frederico, duque da Suábia, que logo se tornaria o novo imperador Frederico I Barbarossa; o cardeal estava presente na eleição imperial. Optou pela ordem dos cardeais-presbíteros e pelo título de S. Cecília, em 2 de março de 1151. Com esse título, subscreveu as bulas papais emitidas entre 31 de março de 1151 e 16 de junho de 1153; 23 de julho de 1153 e 19 de outubro de 1154; 19 de dezembro de 1154 e 14 de março de 1159. Participou da eleição papal de 1153, na qual o Papa Anastácio IV foi eleito. Participou da eleição papal de 1154, na qual o Papa Adriano IV foi eleito. Cardeal protopresbítero em 1158.
Eleito antipapa por oito cardeais, ligados aos interesses imperiais de Frederico I, em 7 de setembro de 1159, mesmo dia em que o Papa Alexandre III foi eleito por vinte e cinco cardeais. Foi o primeiro dos quatro antipapas estabelecidos pelo imperador contra Alexandre III. Ao adotar seu nome papal, ele ignorou o antipapa Vítor de 1138. Os apoiadores armados de Vítor invadiram a Basílica de São Pedro, em Roma, e o entronizaram, forçando Alexandre a se retirar.
Consagrado bispo em 4 de outubro de 1159, na abadia imperial de Farfa, pelo cardeal Icmar, OSBCluny, bispo de Frascati. O papa e o antipapa excomungaram-se mutuamente. Frederico, como protetor da igreja, tentou resolver o cisma tanto pela diplomacia quanto pela convocação do Concílio de Pavia em 1160 para obter endosso eclesiástico para Vítor. O antipapa não foi amplamente reconhecido na Europa, rejeitando qualquer renascimento do controle imperial sobre o papado. Ele gozou de apoio apenas na Alemanha e no norte da Itália devido ao poder do imperador nessas áreas; mesmo na Alemanha, alguns clérigos permaneceram leais a Alexandre. Ele nunca se reconciliou com o papa legítimo, apesar dos esforços de um padre católico que o visitou em seu leito de morte.
Vítor IV faleceu em 20 de abril de 1164, Lucca, enquanto viajava com Rainald de Dassel, chanceler imperial na Itália e arcebispo de Colônia. Enterrado no mosteiro de S. Ponziano, fora de Lucca. Quando o Papa Alexandre III soube da morte do antipapa, ele chorou e repreendeu seus cardeais quando eles manifestaram exultação indecorosa. O Papa Gregório VIII, ao visitar Lucca em dezembro de 1187, ordenou que o túmulo do antipapa fosse aberto e seus restos mortais jogados para fora da igreja.